# Trifolium ornithopodioides
Trèfle faux Pied-d'oiseau
Espèce
Classification phylogénétique
Statut de conservation UICN

 LC  : Préoccupation mineure
Trifolium ornithopodioides, de noms communs Trèfle faux pied-d'oiseau, Trèfle pied-d'oiseau ou Trigonelle faux pied-d'oiseau, est une espèce de plantes à fleurs de la famille des Fabaceae et du genre Trifolium (trèfles). C'est une plante herbacée trouvée en Europe et en Afrique du Nord.

## Description
C'est une annuelle.

### Appareil végétatif
Le trèfle faux pied-d'oiseau a les tiges plus ou moins rampantes, couchées-étalées, glabres, mesurant de 5 à 10 cm. Les feuilles sont longuement pétiolées (le pétiole est plus long que les folioles), trifoliolées, les supérieures entourant les fleurs assez étroitement ; les folioles font de 4 à 10 mm, sont obovales ou obcordées, en coin, tronquées, mucronées et denticulées dans tout leur pourtour supérieur, brièvement pétiolulées et glabres. Les stipules sont entiers et membraneux.

### Appareil reproducteur
L'inflorescence se compose de 1 à 3 fleurs petites, rougeâtres à jaune rougeâtre, placées à l'aisselle de bractées sur des pédoncules axillaires beaucoup plus courts que la feuille ; le calice a des dents presque égales, plus longues que le tube ; la corolle est marcescente, de 6 à 8 mm ; les filets des étamines sont non dilatés au sommet. Le fruit est une gousse de 6 à 8 mm, linéaire oblongue, légèrement arquée au sommet, sans nervures, dépassant légèrement le calice à maturité, légèrement pubescente, contenant 5 à 9 graines ; la floraison a lieu en juin.

## Habitat et écologie
C'est une espèce héliophile, psammophile et calcifuge des milieux ouverts temporairement inondés sur substrats acides oligotrophes : les pelouses sableuses rases, les pannes de dunes, les platières sur schistes ou sur grès ; elle est essentiellement planitiaire.

## Répartition
Le trèfle faux pied-d'oiseau pousse naturellement en Europe occidentale, centrale et méridionale, ainsi qu'en Algérie,.

## Menaces et conservation
Le Trèfle faux pied-d'oiseau est inscrit sur la liste rouge de plusieurs régions françaises où il est chez certaines en danger critique d'extinction (CR). Il régresse en France, en particulier dans le nord de son aire de distribution : il semble avoir disparu du Cotentin, et il a très fortement régressé en Île-de-France, où il ne subsiste encore qu'à la mare aux Couleuvreux, en forêt de Fontainebleau ; cependant la petite taille et le caractère éphémère de l'espèce peuvent la rendre difficilement observable ; par ailleurs, en fonction de conditions écologiques, climatiques surtout, elle peut même disparaître certaines années, pour réapparaître ensuite.
Trois types de menaces potentielles existent pour cette espèce : la « rudéralisation » (enrichissement en nitrates, remontée du pH) ; l'assèchement temporaire (année sèche) ou définitif (Drainage agricole) du milieu ; enfin l'invasion par une ou plusieurs espèces à fort dynamisme (Juncus tenuis, Polygonum hydropiper).

## Taxonomie
Trifolium ornithopodioides a autrefois été placé dans le genre Trigonella à cause de ses inflorescences pauciflores.

### Synonymes
- Aporanthus trifoliastrum Bromf., 1856
- Falcatula falsotrifolium Brot., 1801
- Falcatula ornithopodioides (L.) Samp., 1913
- Medicago ornithopodioides (L.) Trautv., 1841
- Melilotus ornithopodioides (L.) Desr., 1797
- Telis ornithopodioides (L.) Kuntze, 1891
- Trifolium perpusillum Simonk., 1890
- Trigonella ornithopodioides var. melilotea Mall., 1891
- Trigonella ornithopodioides (L.) DC., 1805
- Trigonella purpurascens Lam., 1779
- Trigonella uniflora Munby, 1864[3]